# Philodromus floridensis
Philodromus floridensis är en spindelart som beskrevs av Banks 1904. Philodromus floridensis ingår i släktet Philodromus och familjen snabblöparspindlar. Inga underarter finns listade i Catalogue of Life.